# Georg Friedrich Hänle
Georg Friedrich Hänle (* 6. Januar 1763 in Lahr; † 23. Juni 1824 in Karlsruhe) war ein deutscher, wissenschaftlich sehr interessierter Apotheker und der Vater von Christian Friedrich Hänle.

## Leben
Zuerst besuchte er das Gymnasium in Buchweiler, lernte anschließend vier Jahre in Straßburg und konditionierte anschließend als Gehilfe in Darmstadt, Zweibrücken und Stuttgart. Er studierte ab 1785 an der „herzoglichen Hohen Carlsschule“ in Stuttgart Medizin, musste dieses Studium allerdings abbrechen, um die ihm von seiner Mutter vererbte Apotheke in Lahr zu übernehmen. 1785 legte er in dort sein Examen ab, das ihn zur Führung der Apotheke berechtigte. Drei Jahre später übernahm der die Untere Apotheke in Lahr und übergab diese 1815 seinem Sohn Christian. 
Obwohl die Behörden und Ministerien es ihm untersagten, errichtete er 1815 eine Apotheke in Kehl, die nach ihrer Fertigstellung von seinem Schwiegersohn H. Wolf übernommen wurde.
Von der philosophischen Fakultät der Universität Erlangen wurde er im Jahre 1813 für seine wissenschaftliche Verdienste mit dem Grad des Dr. phil. und Meisters der freien Künste ausgezeichnet. Hänle lebte im Alter in Karlsruhe und wurde 1823 zum Großherzoglichen  Medizinalrat ernannt.
Als wissenschaftlich sehr interessierter Apotheker veröffentlichte er seine „chemisch-technischen Abhandlungen“, den „Entwurf zu einer allgemeinen und beständigen Apothekertaxe“ (1818) und ein „Magazin für die neusten Erfahrungen, Entdeckungen und Berichtigungen im Gebiet der Pharmacie...“ (1823/24) und machte sich dadurch in Fachkreisen einen Namen.

### Schriften
- Chemisch-technische Abhandlungen. 4 Bändchen, Frankfurt a. M. (1808–1821)
- Entwurf zu einer allgemeinen und beständigen Apothekertaxe mit vollständig ausgearbeiteten und genau berechneten Tabellen. Frankfurt a. M. (1818)
- Lehrbuch der Apothekerkunst. Leipzig (1820–1822) [der 2. Band, 3. Abteilung, wurden von J.B. Trommsdorff 1826 fortgesetzt und beendet]
- Magazin für die neusten Erfindungen, Entdeckungen und Berichtigungen im Gebiet der Pharmacie... 6 Bd. Karlsruhe (1823 bis Juni 1824) [wurde von Ph. L. Geiger als Magazin der Pharmacie fortgesetzt]

### Quelle
- Wolfgang-Hagen Hein, Holm-Dietmar Schwarz (1975): Deutsche Apotheker-Biographie Band I. Seite 238/239, wissenschaftliche Verlagsgesellschaft mbH, Stuttgart

| Personendaten    | Personendaten          |
| ---------------- | ---------------------- |
| NAME             | Hänle, Georg Friedrich |
| KURZBESCHREIBUNG | deutscher Apotheker    |
| GEBURTSDATUM     | 6. Januar 1763         |
| GEBURTSORT       | Lahr                   |
| STERBEDATUM      | 23. Juni 1824          |
| STERBEORT        | Karlsruhe              |